# Cary (Illinois)
Cary és una vila dels Estats Units a l'estat d'Illinois. Segons el cens del 2000 tenia 15.531 habitants.

## Demografia
Segons el cens del 2000, Cary tenia 15.531 habitants, 4.962 habitatges, i 4.108 famílies. La densitat de població era de 1.142,2 habitants/km².
Dels 4.962 habitatges en un 52,8% hi vivien nens de menys de 18 anys, en un 72,9% hi vivien parelles casades, en un 7,4% dones solteres, i en un 17,2% no eren unitats familiars. En el 14% dels habitatges hi vivien persones soles el 5,2% de les quals corresponia a persones de 65 anys o més que vivien soles. El nombre mitjà de persones vivint en cada habitatge era de 3,12 i el nombre mitjà de persones que vivien en cada família era de 3,48.
Per edats la població es repartia de la següent manera: un 34,8% tenia menys de 18 anys, un 6% entre 18 i 24, un 33,8% entre 25 i 44, un 19,4% de 45 a 60 i un 6,1% 65 anys o més.
L'edat mediana era de 34 anys. Per cada 100 dones de 18 o més anys hi havia 93,7 homes.
La renda mediana per habitatge era de 76.801 $ i la renda mediana per família de 82.568 $. Els homes tenien una renda mediana de 58.077 $ mentre que les dones 32.851 $. La renda per capita de la població era de 26.903 $. Aproximadament el 0,8% de les famílies i l'1,3% de la població estaven per davall del llindar de pobresa.

## Poblacions properes
El següent diagrama mostra les poblacions més properes.